# Världsmästerskapet i bandy för damer 2010
Världsmästerskapet i bandy för damer 2010 var det femte världsmästerskapet i bandy för damer. Det spelades i Drammen i Norge, mellan den 24 och 27 februari 2010. Sverige vann mot Ryssland med 3-2 efter förlängning i finalen.

## Deltagande länder
- Finland
- Kanada
- Norge
- Ryssland
- Sverige
- USA

## Gruppspel
| Lag      | M | V | O | F | GM | IM | +/- | P |
| -------- | - | - | - | - | -- | -- | --- | - |
| Sverige  | 5 | 4 | 1 | 0 | 37 | 2  | +35 | 9 |
| Ryssland | 5 | 3 | 2 | 0 | 17 | 3  | +14 | 8 |
| Norge    | 5 | 2 | 1 | 2 | 9  | 17 | -8  | 5 |
| Kanada   | 5 | 2 | 0 | 3 | 4  | 19 | -15 | 4 |
| Finland  | 5 | 2 | 0 | 3 | 11 | 15 | -4  | 4 |
| USA      | 5 | 0 | 0 | 5 | 2  | 24 | -22 | 0 |

### Onsdag24 februari2010
- 09:00 Sverige - Kanada 8 - 0
- 11:00 Norge - USA 4 - 0
- 15:00 Ryssland - Finland 2 - 1
- 17:00 Sverige - USA 11 - 0
- 19:00 Norge - Kanada 2 - 1

### Torsdag25 februari2010
- 09:00 Finland - Kanada 1 -2
- 11:00 Ryssland - USA 5 - 0
- 15:00 Finland - Norge 5 - 2
- 17.00 Sverige - Ryssland 1 - 1 (1-3 efter straffar)
- 19:00 USA - Kanada 0 - 1

### Fredag26 februari2010
- 09:00 Norge - Ryssland 1 - 1
- 11:00 Sverige - Finland 7 - 1
- 15:00 Ryssland - Kanada 8 - 0
- 17:00 USA - Finland 2 - 3
- 19:00 Norge - Sverige 0 - 10

## Slutspel

### Lördag27 februari2010
- 09:00 Match om 5:e pris Finland - USA 4 - 1
- 12:00 Match om 3:e pris Norge - Kanada 3 - 2
- 15:00 Final Sverige - Ryssland 3 - 2

### Slutställning
| Pl. | Lag      |
| --- | -------- |
| 1.  | Sverige  |
| 2.  | Ryssland |
| 3.  | Norge    |
| 4.  | Kanada   |
| 5.  | Finland  |
| 6.  | USA      |

### Utmärkelser
- MVP  Johanna Pettersson
- Skytte- och poängligevinnare:  Johanna Pettersson

#### All Star Team
| Plac.       | Spelare           |
| ----------- | ----------------- |
| Målvakt     | Linda Odén        |
| Försvarare  | Galina Michailova |
| Mittfältare | Tatiana Gyrinsjik |
| Anfallare   | Jelena Rybakova   |